# Xavier Estévez
Xavier Estévez Montoto, nacido en La Coruña, La Coruña, Galicia, España en 1967, es un actor español. 

## Trayectoria
Cuenta con gran experiencia teatral, trabajó en multitud de series de televisión gallegas y nacionales y en largometrajes como Celda 211 (2009) o Retornos (2010).
Recibió el Premio María Casares al mejor actor de reparto dos años consecutivos, en 2003 por A conxura dos necios y en 2004 por Así que pasen cinco anos, ambas representadas con la compañía Sarabela Teatro.

## Cine
Largometrajes
“Se quien eres” de Patricia Ferreira. Producido por Continental (1999).
“O Lapis do Carpinteiro” de Antón Reixa. Producido por Portozás Visión y Morena Films. (2002)
“Cota Roja” de Jordi Frades. Producido por Zenith tv (2003)
“Una mujer invisible” de Gerardo Herrero. Producido por Milú films. (2007)
“Celda 211” de Daniel Monzón. Producido por Vaca films.(2009).
“Agallas” de Samuel Martín Mateos y Manuel Luque. Producido por Continental. (2009)
“After” de Alberto Rodríguez. Producido por Tesela. (2009)
“Retornos” de Luís Avilés Baquero. Producido por Vaca Films. (2010)(Protagonista).
“Beatriz: Entre a dor e o nada” Alberto Graça  (2015)
“Historia dun satélite” ALSO sisters (2017)
“Fatum” de Juan Galiñanes. Producida por Vaca Fims (2022)
Cortometrajes
“O Cambio” de Ignacio Vilar (1996)
“Automobil” de Andrés Victorero(2007)
“Tres Cartas” de Borja Cadórniga Alvarín. (2010)
“Insula” de Senem Outeiro. (2011)
“A vinganza é un sentimento curioso”.(2012)
“El Quid” de Raul García y Bruno Nieto. Producida por Planomedia y Meteórica. (2013).(web serie).

## Televisión
- “Pratos combinados”(1996) “A Familia Pita”. (1996)  “Galicia Express”. (2000)  “Mareas Vivas”.(2001-02)  “Avenida de América”.(2002)  “As Leis de Celavella”.(2004)  “Manolito Gafotas”.(2004)  “Rías Baixas” – “Gondar” (2004-05)  “El Comisario”.(2005)  “Aquí no hay quien viva”.(2005)  “A vida por diante”.(2007)  “Cuéntame”. (2007)  “Hospital Central”. (2007)  “El Comisario”. (2007)  “Lex”.(2008)  “Matalobos” (2010)  “Padre Casares” (2008-11)  “Piratas” (2011)  “Aída” (2012)  “Bienvenidos al Lolita” (2014)  “Pazo de Familia” (2014-15)  “Luci” (2015)  “El Príncipe” (2014)  “Bienvenidos al Lolita” (2014)  “Serramoura” (2015-16)  “El final del camino” (2017)  “La verdad” (2017)  “Vivir sin permiso” (2018)  “La que se avecina” (2019)  “Auga seca” (2020)  “El desorden que dejas” (2020)  “La unidad” (2020)  “3 caminos” (2020)  “Feria” (2020)  “Hasta el cielo” (2021)  “Galgos” (2022)  “Rapa II” (2022)

## Teatro
– Como Director –
SALA YAGO PRODUCCIONES
-“Merda” de Ricardo de Barreiro, Rafa García y Xavier Estevez (2005)
-“BailadELAS” de Roi Vidal. ANTROIDO TEATRO en coproducción con el CENTRO DRAMÁTICO GALEGO (2013)
– Como Actor –
-“Trínguilin trángala” de Vicente Montoto. Dir.: Vicente Montoto. UVEGA TEATRO (1989)
-“O arce do xardín” de Roberto Salgueiro. Dir.: Roberto Cordovani.
CENTRO DRAMATICO GALEGO(1989)
-“Fedra Gómez”. De Vicente Montoto Dir.: Vicente Montoto UVEGA TEATRO (1989)
-“A caza do Snark” de Lewis Carrol. Dir.: Rodrigo Roel. O MOUCHO CLERK (1989)
-“O rouxiñol da Bretaña” de Quico Cadaval. Dir.: Xan Cejudo O MOUCHO CLERK(1990-91)
-“A casa dos afogados” de Miguel A. Fernán Bello. Dir.: Manuel Lourenzo.
CENTRO DRAMATICO GALEGO(1990-91)
-“O incerto señor Don Hamlet” de Alvaro Cunqueiro. Dir.: Ricard Salvat. CENTRO DRAMATICO GALEGO (1990-91)
-“A grande noite de Fiz” de M. A. Murado. Dir.: E. Alonso. TEATRO DO NOROESTE(1992)
-“Na casca dunha árbore” de Ana Diosdado. Dir.: Kukas. KUKAS PRODUCCIÓNS ARTÍSTICAS (1992)
-“Galileo, Galilei” de Bertolt Brecht. Dir.: E. Alonso TEATRO DO NOROESTE(1992)
-“Salacot e filloas” Escrita y dirigida por Xavier Picallo. PIFANO TEATRO (1993)
-“As vodas de Fígaro” de Caron Beaumarchais. Dir.: E. Alonso. TEATRO DO NOROESTE(1994)
-“Macbeth” de William Shakespeare. Versión de Pérez Barreiro-Nolla. Dir.:Eduardo Alonso. TEATRO DO NOROESTE(1994)
-“Historias peregrinas” de Miguel Anxo Murado. Dir. Eduardo Alonso. TEATRO DO NOROESTE(1995)
-“Noite de Reis” de William Shakespeare. Dir. Eduardo Alonso. TEATRO DO NOROESTE (1996)
-“Como en Irlanda”. Comprende “Xinetes cara ó mar” de John Milinton Synge e “Nouturnio de medo e morte” de Vilar Ponte. Dir. Quico Cadaval CENTRO DRAMATICO GALEGO (1996)
-“Lisístrata” de Aristófanes en versión de Eduardo Alonso. Dir. Eduardo Alonso CENTRO DRAMATICO GALEGO (1996)
-“O peregrino errante que cansou ó demo” de Xavier Lama Dir. Andrés Pazos CENTRO DRAMATICO GALEGO (1997)
-“O Bufón de El-Rei” de Vicente Risco. Dir. Manuel Guede CENTRO DRAMATICO GALEGO (1997)
-“Memoria de Antígona” de Quico Cadaval y Xavier Lama. Dir. Guillermo Heras CENTRO DRAMATICO GALEGO (1998)
-“Valle 98” de Ramón María del Valle Inclán CENTRO DRAMATICO GALEGO (1998)
Incluye: -“Las galas del difunto”. Dir. José Martíns
-“Ligazón”. Dir. Manuel Guede
-“La Cabeza del Bautista”. Dir. Helena Pimenta
-“El Embrujado”. Dir. Eduardo Alonso
-“Xelmirez ou a gloria de Compostela” de Daniel Cortezón. Dir. Roberto Vidal Bolaño CENTRO DRAMATICO GALEGO (1999)
-“Cyrano de Bergerac” de Edmond Rostand. dir. Xosé Rabón. LIBRESCENA(1999)
-“A Celestina” de Fernando de Rojas. Dir. Eduardo Alonso TEATRO DO NOROESTE(2000)
-“O lapis do carpinteiro” de Manuel Rivas. Dir. Ánxeles Cuña SARABELA TEATRO(2000)
– “A Cacatúa Verde” de Arthur Schnitzler. Dir. Eduardo Alonso CENTRO DRAMATICO GALEGO (2001)
-“A Conxura dos Necios” de J. K. Toole. Dir. Ánxeles Cuña SARABELA TEATRO (2002)
-“A Paz do Crepúsculo” de Itziar Pascual. Dir. Cándido Pazó TALIA TEATRO(2003)
-“Así que pasen cinco anos” de F. García Lorca. Dir. Anxeles Cuña SARABELA TEATRO(2003)
-“Imperial Café Cantante, Vigo 1936” de Eduardo Alonso. Dir. Eduardo Alonso TEATRO DO NOROESTE(2006)
-“Hamlet” de William Shakespeare. Dir. Lino Braxe R.T.A.(2006)
– “O burgués fidalgo” de Moliere. Dir. Celso Parada TEATRO DO MORCEGO(2007)
– “Glass-City” de Eduardo Alonso. Dir. Eduardo Alonso TEATRO DO NOROESTE(2009)
-“Konrad” de Christine Nöstlinger. Dir. Anxeles Cuña SARABELA TEATRO(2011)
-“Ensaio sobre a cegueira” de José Saramago. Dir. Ánxeles Cuña  SARABELA TEATRO(2016)
-"De la avaricia, la lujuria y la muerte" de Ramón María del Valle-Inclán. Dir. Eduardo Alonso TEATRO DO NOROESTE (2019)
--"Último verán en Santa Cristina" de Eduardo Alonso. Dir. Eduardo Alonso TEATRO DO NOROESTE (2023)